# Harvey Shapiro (Cellist)
Harvey Shapiro (* 22. Juni 1911 in New York City; † 25. Oktober 2007) war ein US-amerikanischer Cellist, Kammermusiker und Musikpädagoge. 
Shapiro war zehn Jahre lang Schüler von Willem Willeke am Institute of Musical Art. Kurze Zeit nahm er auch Unterricht bei Diran Alexanian. 1937 erhielt er den Naumberg Award und den Morris Loeb Prize, und Arturo Toscanini holte ihn zum NBC Symphony Orchestra. Mit Joseph Gingold und dem Pianisten Earl Wild bildete er dort das NBC Trio, zudem spielte er im Primrose String Quartet (mit William Primrose, Joseph Gingold und Oscar Shumsky). Bis zu seiner Auflösung 1942 trat das Primrose Quartet regelmäßig live im NBC Rundfunk auf und spielte Aufnahmen bei RCA Victor ein.
Als der Erste Cellist des NBC Symphony Orchestra, Frank Miller, in den 1950er Jahren in die US Army eintrat, übernahm Shapiro die Stelle, die er unter Toscaninis Leitung drei Jahre lang innehatte, in den 1960er Jahren, nach dem Tod Toscaninis, war er auch Erster Cellist des Symphony of the Air, das von Mitgliedern des aufgelösten NBC Symphony Orchestra gegründet worden war. Von 1947 bis 1963 war er Mitglied des WQXR Quartet mit Harry Glickman, Hugo Fiorato und Jack Braunstein. Von den 1940er bis zu den 1970er Jahren war Shapiro einer der gesuchtesten Studiomusiker und arbeitete mit Dirigenten wie Leopold Stokowski, Dimitri Mitropoulos, Bruno Walter, Fritz Reiner, Josef Krips, Max Rudolf, Andre Kostelanetz, Fausto Cleva, Kyrill Kondraschin, Sir Thomas Beecham und George Szell zusammen.
1970 wurde Shapiro Professor an der Juilliard School of Music. Er galt als einer der weltweit besten Cellolehrer; zu seinen mehr als eintausend Schülern  zählten Jennifer Kloetzel, Astrid Schween, Amanda Forsyth, Philipp von Steinaecker, Ilya Finkelshteyn, Derek Menchan, Daniel Gaisford, Allison Eldredge, Kō Iwasaki, Clancy Newman, Adam Fisher, Su-a Lee, Jeffrey Lastrapes, Alan Stepansky, John Reed, Fabio Presgrave, David Sella, Jun Jensen, Orfeo Mandozzi, Inbal Segev, Mattia Zappa, Mark Eeles, Jerry Grossman, Suzanne Mueller, James Kreger, Kaamel Salah-Eldin, Lawrence Zoernig, Erkki Lahesmaa, Paula Kiffner und Joshua Gordon. 1991 zeichnete die American String Teachers Association ihn als Teacher of the Year aus.
Shapiro blieb bis ins hohe Alter als Musiker und Lehrer aktiv. Im Alter von 86 Jahren gab er erfolgreich ein Konzert in Tokio, und nach einem Auftritt im Prinzregententheater in München 1998 sprachen die Musikkritiker von einer Wiederkehr der goldenen Zeiten von Casals und Feuermann. Bis 2006 unternahm er Konzertreisen und gab Meisterklassen u. a. in Salzburg, Wien und Florenz.